# 達維德·德里亞
達維德·德里亞（波蘭語：Dawid Dryja；1992年7月21日—）是一位波蘭排球運動員。他現在效力於波蘭球隊Asseco Resovia Rzeszów。他也是波蘭國家男子排球隊的一員。